# Prüm (fiume)
La Prüm è un fiume tedesco lungo 85 km che nasce dalla falda settentrionale del monte Schneifel, sull'altipiano dell'Eifel (Renania-Palatinato), a 600 m. s.l.m. fra i paesi di Ormont e Reuth.
Il fiume è famoso per la velocità della sua corrente nel tratto fra l'altura di Prümzurlay e il comune di Irrel (Prümer Wasserfälle o "rapide di Irrel"), ove si pratica il rafting.
Il fiume Prüm sfocia presso Minden nella Sûre, un affluente della Mosella, ad un'altezza di 250 m s.l.m.

## Affluenti
- Enz, sulla destra orografica
- Nims, sulla sinistra orografica

## Comuni attraversati
Oltre alla città omonima:

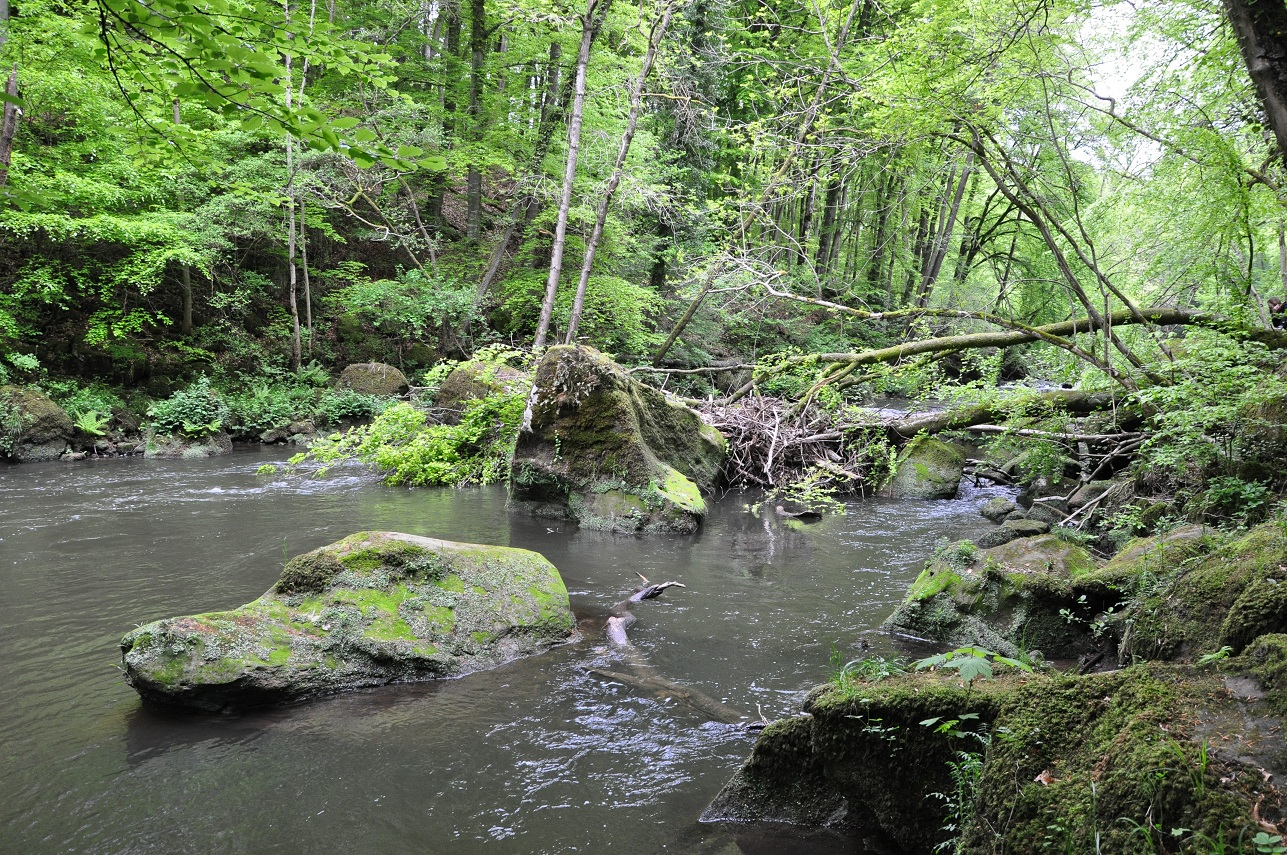
Il fiume Prüm fra Prümzurlay ed Irrel

Neuendorf, Olzheim, Niederprüm, Watzerath, Pittenbach, Pronsfeld, Lünebach, Merlscheid, Kinzenburg, Waxweiler, Niederpierscheid, Mauel, Merkeshausen, Echtershausen, Hamm, Wiersdorf, Hermesdorf, Wißmannsdorf, Brecht, Oberweis, Bettingen, Wettlingen, Peffingen, Holsthum, Prümzurlay, Irrel, Menningen